# Тамбовський район
Тамбо́вський райо́н — адміністративна одиниця Росії, Амурська область. До складу району входять 15 сільських поселень.
Належить до Зеленого Клину. У 1920-их роках у районі українці становили третину населення.
За переписом населення 1926 року населення становило 52 707 осіб. В тому числі українці — 19 729 (37,6 %), росіяни — 56,7 %, німці — 3 %.
В районі існувало 109 сіл, серед них — 27 чисто українських та 59 російських. Згідно з постановою Президії Далькрайвиконкому від 20 березня 1931 — район часткової українізації, в якому мало бути забезпечено обслуговування українського населення його рідною мовою шляхом створення спеціальних перекладових бюро при виконкомі та господарських організаціях.